# Léon Mundeleer (homme politique)
Pour les articles homonymes, voir Mundeleer.
Léon Mundeleer (ou Léo Mundeleer), né à Ixelles, le 6 avril 1885 et y est décédé le 14 décembre 1964, est un homme politique belge francophone, membre du Parti de la liberté et du progrès (unitaire)-PLP, ensuite PRL. Il a été plusieurs fois ministre après la Seconde Guerre mondiale.

## Biographie
Leo Henri Mundeleer, né à Ixelles le 6 avril 1885, est le fils de l'artiste peintre Léon Mundeleer. Il épouse Georgette Scheys. Il est le père du député Georges Mundeleer.
Il fait des études universitaires et obtient un diplôme de docteur en droit. Il s'inscrit au barreau et devient avocat à la Cour d'appel de Bruxelles.
Il se lance dans une carrière politique avant la Première Guerre mondiale au sein de la Jeune garde libérale d'Ixelles dont il devient président en 1909.
Lors de la Première guerre mondiale, il est volontaire puis officier dans l'armée belge.
Après l'Armistice, il se présente aux élections et est d'abord élu à la province et à la commune. Il est conseiller provincial de la province de Brabant en 1918 et conseiller communal à Ixelles en 1919. En mai 1929, il est élu député à la Chambre des représentants dont il devient vice-président en décembre 1932.
Au niveau national, il est ministre de la Défense de février 1945 à février 1946 dans les gouvernements Van Acker I et II, ministre de l'Instruction publique dans le gouvernement Eyskens I en 1949 et ministre de Classes moyennes en 1956 dans le gouvernement Van Acker IV.
Il était membre de la Ligue de l'enseignement (organisation laïque rassemblant les tendances anticléricales du Parti socialiste et du Parti libéral) et a notamment retardé le financement des écoles techniques libres dans le gouvernement Eyskens I.
À la suite de son décès à Ixelles le 14 décembre 1964, il est inhumé au cimetière d'Ixelles.

## Distinctions
Léon Mundeleer s'est vu décerner les distinctions suivantes:
- Grand-croix de l'ordre de Léopold II (Belgique) ;
- Grand officier de l'ordre de Léopold (Belgique) ;
- Croix de guerre 1914-1918 (Belgique) ;
- Croix du Feu (Belgique) ;
- Grand officier de la Légion d'honneur (France) ;
- Grand-croix de l'Étoile noire (France) ;
- Chevalier grand-croix de l'ordre du Lion d'or de la maison de Nassau (Pays-Bas) ;
- Military cross (Royaume-Uni) ;
- Médaille de la Liberté avec palmes d'argent (États-Unis).